# Лук Суворова

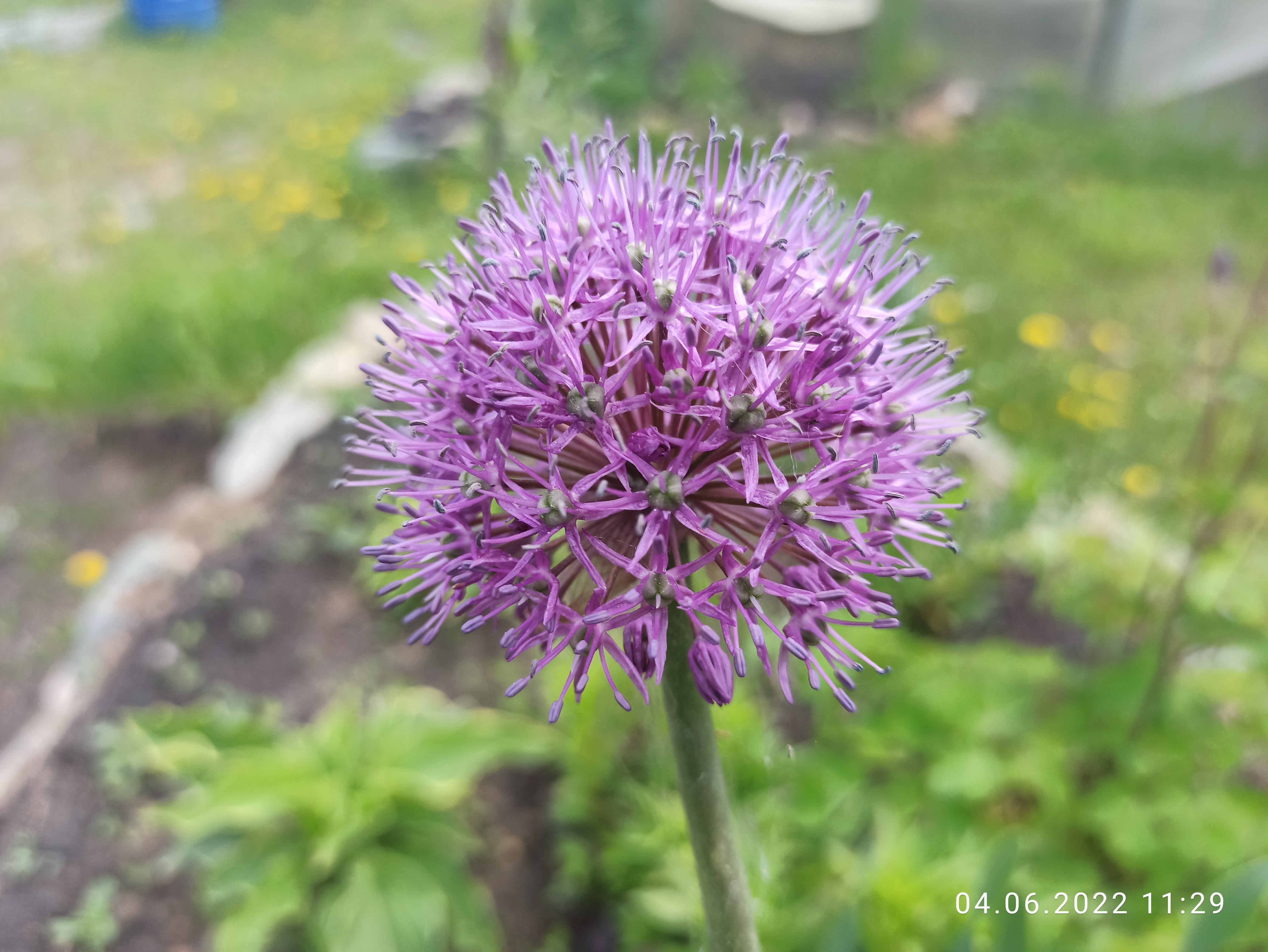
Allium suworowii

Лук Суво́рова (лат. Allium suworowii) — многолетнее травянистое растение, вид рода Лук (Allium) семейства Луковые (Alliaceae).

## Распространение и экология
В природе ареал вида охватывает Западный Тянь-Шань. Афганистан, Казахстан, Киргизия, Таджикистан, Туркменистан, Узбекистан. Эндемик.
Произрастает на мягких почвах в предгорьях, преимущественно как сорное в оазисах.

## Ботаническое описание
Луковица шаровидная, диаметром 2—3 см; оболочки кожистые, сероватые, раскалывающиеся, обхватывающими основание стебля. Стебель высотой 30—100 см, со слабо выступающими жилками.
Листья в числе двух—шести, шириной 5—20 мм, сизоватые, ремневидные, по краю шероховатые, значительно короче стебля.
Чехол в полтора раза короче зонтика, коротко заострённый. Зонтик полушаровидный или, реже, шаровидный, многоцветковый, густой. Цветоножки в два—пять раз длиннее околоцветника, равные, при основании без прицветников. Листочки звёздчатого околоцветника розово-фиолетовые, с более тёмной жилкой, линейные, тупые, позднее вниз отогнутые, скрученные, длиной около 4 мм. Нити тычинок немного короче или немного длиннее листочков околоцветника, при основании с околоцветником сросшиеся, выше между собой свободные, шиловидные, почти равные. Завязь почти сидячая, гладкая.
Цветение в мае-июне.
Коробочка широкояйцевидная, диаметром около 5 мм.

## Таксономия
Вид Лук Суворова входит в род Лук (Allium) семейства Луковые (Alliaceae) порядка Спаржецветные (Asparagales).
|  |                                      |  |                                                             |                                                             |                   |  | ещё 24 семейства (согласно Системе APG II) | ещё 24 семейства (согласно Системе APG II) |                     |  |  |  | ещё более 870 видов |
|  |                                      |  |                                                             |                                                             |                   |  | ещё 24 семейства (согласно Системе APG II) | ещё 24 семейства (согласно Системе APG II) |                     |  |  |  | ещё более 870 видов |
|  |                                      |  |                                                             | порядок Спаржецветные                                       |                   |  |                                            |                                            | род Лук             |  |  |  |                     |
|  |                                      |  |                                                             | порядок Спаржецветные                                       |                   |  |                                            |                                            | род Лук             |  |  |  |                     |
|  | отдел Цветковые, или Покрытосеменные |  |                                                             |                                                             | семейство Луковые |  |                                            |                                            | вид Лук Суворова    |  |  |  |                     |
|  | отдел Цветковые, или Покрытосеменные |  |                                                             |                                                             | семейство Луковые |  |                                            |                                            |                     |  |  |  |                     |
|  |                                      |  | ещё 44 порядка цветковых растений (согласно Системе APG II) | ещё 44 порядка цветковых растений (согласно Системе APG II) |                   |  |                                            | ещё около 300 родов                        | ещё около 300 родов |  |  |  |                     |
|  |                                      |  |                                                             | ещё 44 порядка цветковых растений (согласно Системе APG II) |                   |  |                                            |                                            | ещё около 300 родов |  |  |  |                     |

## Награды
- Королевским садоводческим обществом Великобритании удостоен награды Award of Garden Merit[2].